# Дафна дю Мор'є
Дафна дю Мор'є (англ. Daphne du Maurier, 13 травня 1907, Лондон — 19 квітня 1989, Корнуолл) — британська письменниця, драматург та біограф.
Найвідомішими творами є роман «Ребекка» і оповідання «Птахи», екранізовані Альфредом Гічкоком. Дафна дю Мор'є входила до Королівського літературного товариства з 1952 року; 1977 року нагороджена «Американською премією за майстерність у детективній літературі». Нагороджена орденом Британської імперії. 1938 року отримала Національну книжкову премію США.
Дафна дю Мор'є є однією з найвідоміших британських письменниць XX століття. Більшість її творів лягли в основу кінофільмів, а роман «Ребекка» був екранізований 11 разів.

## Життєпис
Народилася 13 травня 1907 року у Лондоні в акторській родині Джеральда дю Мор'є (1873—1934) і Мюріель Бомонт (1877—1957). Її дідом був художник Джордж дю Мор'є (1834—1896), автор роману «Трільбі» (1894). Дафна мала двох сестер: старша сестра Анджела дю Мор'є (1904—2002) теж стала письменницею, молодша сестра Жанна дю Мор'є (1911—1997) стала художницею. Їхньою рідною тіткою була Сільвія Левелін-Девіс (1866—1910), відома дружбою з Джеймсом М. Баррі і тим, що п'ятеро її синів стали прототипами героїв його повісті про Пітера Пена.
Освіту Дафна, як і її сестри, отримала домашню. З дитинства багато читала, її улюбленими авторами були Вальтер Скотт, Теккерей, сестри Бронте, Оскар Вайлд, пізніше до них долучилися Кетрін Менсфілд, Мопассан, Сомерсет Моем. На початку 1925 року вона поїхала вчитися до Франції, де відвідувала школу в містечку Компосена під Парижем. У французькій столиці вона часто відвідувала Лувр і Паризьку Оперу.
1926 року родина дю Мор'є провела відпустку у Корнуоллі, в прибережному містечку Фоуї. Тоді ж письменниця закохалася в Корнуолл, який став місцем дії її першого великого твору — роману «Дух любові» (1931). Завдяки цій книзі дю Мор'є познайомилася з майором (пізніше генерал-лейтенантом) сером Фредеріком Браунінгом, якому сподобався роман. Вони одружилися у липні 1932 року. У пари народилися троє дітей — доньки Тесса (1933) і Флавія (1937) та син Крістіан (1940).

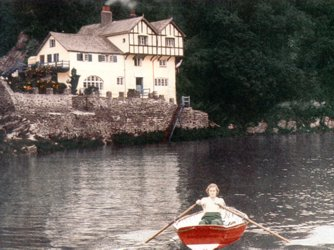
Дафна дю Мор'є на тлі будинку родини дю Мор'є в Феррісайді (Фоуї, 1931 рік)

Наступним великим успіхом дю Мор'є став роман «Таверна Ямайка» (1936), навіяний подорожами Корнуоллом та спогадами про дитяче захоплення «Островом скарбів» Стівенсона. Імпульсом до початку роботи стала поїздка письменниці та її подруги Фой Квіллер-Куч, дочки письменника Артура Квіллер-Куч, по Бодмін-Мур, де вони заблукали в тумані. До готелю «Jamaica Inn», де вони жили, їх вивели коні.
Всесвітню славу Дафні дю Мор'є приніс роман «Ребекка» (1938), більшу частину якого вона написала в Александрії, де у той час перебувала з чоловіком. Цей твір часто порівнюють з романом «Джейн Ейр» Шарлотти Бронте: історія кохання між молодою дівчиною і старшим чоловіком, згоряння маєтку і таємниця, що оточує історію попередньої дружини. Також деякі критики закидали дю Мор'є копіювання сюжету роману «Спадкоємиця» (порт. A Sucessora, 1934) бразильської письменниці Кароліни Набуко (1890—1981), але дю Мор'є і її видавець Віктор Голланц («Віктор Голланц Лтд») легко спростували всі звинувачення у плагіаті. 1940 року книгу було екранізовано Альфредом Гічкоком, головні ролі виконали Лоуренс Олів'є та Джоан Фонтейн. Стрічка отримала 11 номінацій на премію Оскар і перемогла у двох з них, зокрема, як найкращій фільм. Дю Мор'є також успішно адаптувала роман для сцени. Прем'єра відбулася 5 березня 1940 року в «Queen's Theatre» у Лондоні. У спектаклі були зайняті відомі британські актори Оуен Неарс, Селія Джонсон та Маргарет Рутерфорд.
Своєрідною візитною карткою письменниці є оповідання «Птахи», вперше опубліковане 1952 року у збірці «Яблуня» (перевидана 1963 року під заголовком «Птахи та інші оповідання»). За сюжетом птахи стають ворожими після суворої холодної зими й починають виявляти агресію — спочатку чайки, потім хижі, а під кінець і невеликі птахи — усі постають проти людства. Це історія про те, як людина, сприймаючи сталий стан речей як належне, раптово стикається з незрозумілим феноменом — неочікуваною агресією з боку птахів. Головний герой твору — фермер і ветеран війни Нет Гокен також не може уникнути сумної долі: він зачиняється в будинку, барикадує двері, а тим часом птахи прориваються у вікна. 1963 року за мотивами оповідання Альфред Гічкок зняв однойменний кінофільм, сценарій до якого було написано Еваном Гантером, а головні ролі виконали Род Тейлор, Тіппі Гедрен та Джессіка Тенді.
Серед інших творів Дафни дю Мор'є найбільш відомі романи «Французова бухта» (1941) — єдиний її відверто романтичний твір, «Королівський генерал» (1946), «Моя кузина Рейчел» (1951), «Цап відбувайло» (1957), «Дім на узбережжі» (1969) та «Прав, Британія!» (1972, прототипом головної героїні цього роману — немолодої акторки Мад — стала британська акторка Гледіс Купер, якій його і присвячено).
Окрім романів та оповідань у жанрі психологічного трилера і містичного детективу, Дафна дю Мор'є створила декілька документальних книг, серед яких «Джеральд» (1934) — біографія батька письменниці, «Мері Енн» (1954) — біографічний твір про її прабабусю Мері Енн Кларк (1776—1852), хазяйку паризького літературного салону й коханку Фредеріка, герцога Йоркського, головнокомандуючого британської армії, та «Склодуви» (1963), у якій вона намагалася простежити французьку лінію своїх предків та створила яскраву картину часів Французької революції.
За політичними поглядами Дафна дю Мор'є була переконаною роялісткою, а її чоловік багато років служив ревізором і скарбником королівської родини в Букінгемському палаці. Попри шлюб Дафна дю Мор'є вела бурхливе особисте життя, їй приписували романи з жінками. Вважається, що саме дружба з Елен Даблдей (1899—1978), дружиною її американського видавця, надихнула її на створення роману «Моя кузина Рейчел» (1951), а стосунки з акторкою Гертрудою Лоуренс (1898—1952) спонукали до написання п'єси «Вересневий приплив» (1948), де та зіграла роль Стелли. Саме ці заплутані стосунки було взято за основу сюжету біографічного фільму «Дафна», знятого телекомпанією Бі-бі-сі 2007 року. Роль Дафни виконала Джеральдін Сомервіль, Елен Даблдей зіграла Елізабет Макговерн, а Гертруду Лоуренс — Джанет Мактір. Стрічка викликала вкрай негативну реакцію з боку родини дю Мор'є.

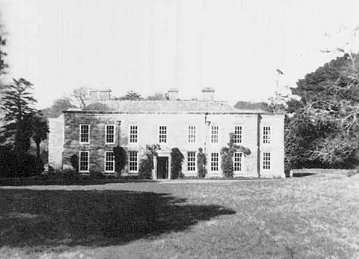
Маєток Менабіллі (поблизу Фоуї), в якому Дафна дю Мор'є жила у 1943—1969 роках

У 1943—1969 роках письменниця мешкала в орендованому нею маєтку XVII сторіччя Менабіллі в Корнуоллі, але, овдовівши 1965 року, через деякий час змушена була переїхати в будинок в Кілмарті, де і прожила решту життя. Дафна дю Мор'є не любила давати інтерв'ю, а в останні роки вела усамітнений спосіб життя. Про публічність одного разу сказала так: «Письменників мають читати, а не чути чи бачити».
1969 року письменниці було присуджено звання Дами-командора ордена Британської імперії.
Дафна дю Мор'є померла 19 квітня 1989 року у своєму домі в Корнуоллі від серцевої недостатності у 81-річному віці. За її заповітом тіло було піддано кремації, а попіл розвіяно на скелях неподалік будинку.
Життю та творчості письменниці присвячено цілу низку монографій та біографічних творів, найбільший резонанс з яких викликали книга англійки Маргарет Форстер «Daphne du Maurier: The Secret Life of the Renowned Storyteller» (1993) та роман «Дафна» (2008) британської письменниці Жюстін Пікарді, в якому оповідається історія створення дю Мор'є біографії Бренуелла Бронте («Інфернальний світ Бренуелла Бронте», 1960), а також історія молодої аспірантки, що пише дисертацію про саму письменницю. Біографічна частина роману отримала високу оцінку з боку критики.
Основний творчій спадок Дафни дю Мор'є, до якого входять чернетки, щоденники, листи, матеріали літературної творчості її сестри Анджели дю Мор'є, архів паперів батька й діда, зберігається в бібліотеці Ексетерського університету.

## Переклади українською
- Дафна дю Мор'є. Ребекка / пер. з анг. Гєник Беляков. — Х. : Книжковий клуб «Клуб сімейного дозвілля», 2017. — 480 с. — ISBN 978-617-12-3367-6.
- Дафна дю Мор'є. Моя кузина Рейчел / пер. з анг. Максим Ларченко. — Х. : Книжковий клуб «Клуб сімейного дозвілля», 2017. — 352 с. — ISBN 978-617-12-4291-3.
- Дафна дю Мор'є. Птахи та інші оповідання / пер. з анг. Наталія Михаловська. — Х. : Книжковий клуб «Клуб сімейного дозвілля», 2017. — 304 с. — ISBN 978-617-12-4292-0.

## Екранізації

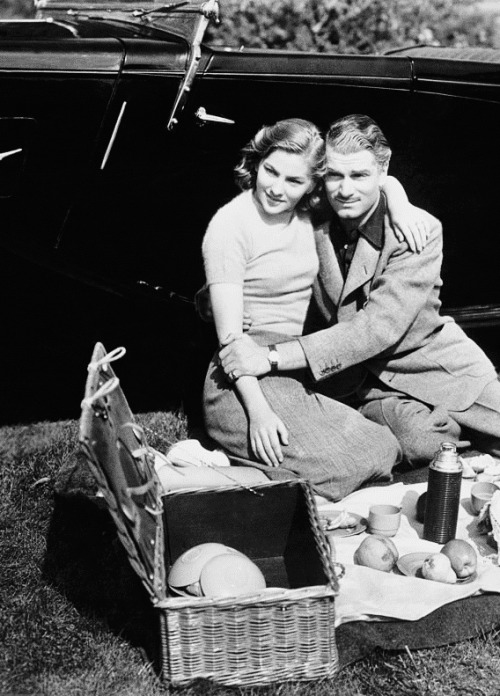
Кадр з фільму «Ребекка» (1940) з Лоуренсом Олів'є та Джоан Фонтейн у головних ролях

- 1939 — «Таверна Ямайка» (англ. Jamaica Inn), британський фільм за однойменним романом. Режисер — Альфред Гічкок. У головних ролях Морін О'Гара і Чарльз Лотон.
- 1940 — «Ребекка» (англ. Rebecca), американський фільм за однойменним романом. Режисер — Альфред Гічкок. У головних ролях Лоуренс Олів'є, Джоан Фонтейн та Джудіт Андерсон.
- 1944 — «Французова бухта» (англ. Frenchman's Creek, також відомий під назвою «Бухта пірата»), американський фільм за однойменним романом. Режисер — Мітчелл Лейзен. У головних ролях Джоан Фонтейн, Артуро де Кордова та Безіл Ретбоун.
- 1946 — «Роки між нами» (англ. The Years Between), британський фільм за однойменною п'єсою. Режисер — Комптон Беннет. У головних ролях Майкл Редгрейв і Валері Гобсон.
- 1947 — «Голодна гора» (англ. Hungry Hill, британський фільм за однойменним романом. Режисер — Браян Десмонд Герст. У головній ролі — Маргарет Локвуд.
- 1947 — «Ребекка» (англ. Rebecca), британский телефільм за однойменним романом виробництва BBC. У головних ролях Майкл Гордерн, Дороті Гордон та Дороті Блек.
- 1952 — «Моя кузина Рейчел» (англ. My Cousin Rachel), американський фільм за однойменним романом. Режисер — Генрі Костер. У головних ролях Олівія де Гевіленд і Річард Бертон.
- 1959 — «Цап відбувайло» (англ. The Scapegoat), американський фільм за однойменним романом. Режисер — Роберт Гамер. У головній ролі — Алек Гіннесс, у ролі старої графині де Ге — Бетті Девіс.
- 1962 — «Ребекка» (англ. Rebecca), 7 епізод 7-серійного американського телесеріалу «Театр 62» (англ. Theatre '62) виробництва NBC, заснований на однойменному романі. Режисер — Борис Сагал. У головних ролях Джеймс Мейсон, Джоан Гакетт та Ніна Фох.
- 1963 — «Птахи» (англ. The Birds), американський фільм за однойменним оповіданням. Режисер — Альфред Гічкок, автор сценарію — Еван Гантер. У головних ролях Тіппі Гедрен, Род Тейлор та Джессіка Тенді.
- 1964 — «Туман» (гінді कोहरा), індійський фільм за романом «Ребекка», дію якого перенесено до Індії. Режисер — Бірен Наг. У головних ролях Вахіда Рехман, Бісваджит та Лаліта Павар.
- 1969 — «Ребекка» (італ. Rebecca), італійський телефільм виробництва RAI. Режисер  — Ерос Маккі. У головних ролях Амедео Наццарі, Ілеана Гіоне та Елена Зарецкі.
- 1973 — «А тепер не дивися» (англ. Don't Look Now), британсько-італійський фільм за однойменним оповіданням. Режисер — Ніколас Роуг. У головних ролях Дональд Сазерленд і Джулі Крісті.
- 1979 — «Ребекка» (англ. Rebecca), британський телефільм за однойменним романом виробництва BBC. Режисер — Саймон Ленгтон. У головних ролях Джеремі Бретт, Джоанна Девід та Анна Мессі.
- 1983 — «Таверна Ямайка» (англ. Jamaica Inn), британський телефільм за однойменним романом. Режисер — Лоуренс Гордон Кларк. У головній ролі — Джейн Сеймур.
- 1983 — «Моя кузина Рейчел» (англ. My Cousin Rachel), британський минісеріал за однойменним романом виробництва BBC. У головних ролях Джеральдіна Чаплін і Крістофер Гард.
- 1994 — «Прорив» (англ. The Lifeforce Experiment), канадський телефільм за однойменним оповіданням 1966 року (англ. The Breakthrough). Режисер — П'єрс Гаггард. У головних ролях Дональд Сазерленд, Мімі Кузик та Корін Немек.
- 1995 — «Таверна Ямайка» (фр. L'auberge de la Jamaïque), французький телефільм за однойменним романом. Режисер — Жиль Беа, автор сценарію — Ерік-Емманюель Шмітт. У головній ролі — Аліса Беа.
- 1997 — «Ребекка» (англ. Rebecca), британський телефільм за однойменним романом. У головних ролях Чарлз Денс, Емілія Фокс та Діана Рігг.
- 1998 — «Французова бухта» (англ. Frenchman's Creek; також «Берег головорізів»), британський телефільм за однойменним романом. Режисер  — Фердинанд Фейрфакс. У головних ролях Тара Фіцджеральд і Ентоні Делон.
- 2008 — «Ребекка» (італ. Rebecca, la prima moglie), італійський мінісеріал за однойменним романом виробництва каналу Rai 1. Режисер — Ріккардо Мілані. У головних ролях Алессіо Боні, Крістіана Капотонді та Маріанджела Мелато. Цю екранізацію вирізняє те, що тут головна героїня врешті отримала ім'я — Дженніфер.
- 2008 — «Анаміка» (гінді अनामिका, дослівно — Безіменна), індійський фільм за мотивами роману «Ребекка». Режисер — Анант Махадеван. У головних ролях Діно Мореа, Мініша Ламба та Коена Мітра.
- 2012 — «Цап відбувайло» (англ. The Scapegoat), британський фільм за однойменним романом. Режисер — Чарльз Старрідж. У ролях Метью Ріс, Ейлін Аткінс, Сільвія Тестю, Ендрю Сміт, Джоді Мей та Антон Лессер.
- 2014 — «Таверна Ямайка» (англ. Jamaica Inn), британський минісеріал за однойменним романом. Режисер — Філіппа Лоуторп. У головній ролі — Джессіка Браун Фіндлей.
- 2014 — «Королівський генерал» (фр. Le Général de roi), французький телефільм за однойменним романом. Режисер — Ніна Компанієць. У головних ролях Луїза Моно і Самюель Ле Б'ян.
- 2017 — «Моя кузина Рейчел» (англ. My Cousin Rachel), британсько-американський фільм за однойменним романом. Режисер — Роджер Мічелл. У головних ролях Рейчел Вайс і Сем Клафлін.
- 2020 — «Ребекка» (англ. Rebecca), британський фільм за однойменним романом виробництва Netflix. Режисер — Бен Вітлі. У головних ролях Лілі Джеймс, Армі Гаммер та Крістін Скотт Томас.